# Landkreis Ravensburg
Landkreis Ravensburg är ett distrikt i sydöstra Baden-Württemberg, Tyskland som år 2019 hade 285 424 invånare. 

## Städer och kommuner
| Städer | Övriga kommuner | |
| --- | --- | --- |
| 1. Aulendorf 2. Bad Waldsee 3. Bad Wurzach 4. Isny im Allgäu 5. Leutkirch im Allgäu 6. Ravensburg 7. Wangen im Allgäu 8. Weingarten | 1. Achberg 2. Aichstetten 3. Aitrach 4. Altshausen 5. Amtzell 6. Argenbühl 7. Baienfurt 8. Baindt 9. Berg 10. Bergatreute 11. Bodnegg 12. Boms 13. Ebenweiler 14. Ebersbach-Musbach 15. Eichstegen | 1. Fleischwangen 2. Fronreute 3. Grünkraut 4. Guggenhausen 5. Horgenzell 6. Hosskirch 7. Kisslegg 8. Königseggwald 9. Riedhausen 10. Schlier 11. Unterwaldhausen 12. Vogt 13. Waldburg 14. Wilhelmsdorf 15. Wolfegg 16. Wolpertswende |

## Infrastruktur
Genom distriktet passerar motorvägarna A7 och A96.